# Marcus Phillips
Marcus Stuart Phillips (Trowbridge, 17 ottobre 1973) è un ex calciatore inglese, di ruolo attaccante.

## Carriera
Tra il 1992 ed il 1995 ha fatto parte della rosa dello Swindon Town, club in cui in precedenza aveva anche giocato a livello giovanile: durante due stagioni e mezzo di permanenza ai Robins ha tuttavia giocato una sola partita ufficiale, nella stagione 1992-1993 in Coppa di Lega contro il Torquay Utd; tra la seconda metà della stagione 1994-1995 e la prima metà della stagione 1995-1996 ha invece giocato a livello semiprofessionistico con le maglie di Cheltenham Town e Gloucester City (con cui realizza complessivamente 6 reti in 15 presenze), per poi terminare la stagione 1995-1996 all'Utrecht, con cui tra il marzo del 1996 e la fine della stagione ha giocato 7 partite nella prima divisione olandese.
Torna poi in patria, dove trascorre la stagione 1996-1997 giocando a livello semiprofessionistico con il Witney Town; nella parte finale della stagione stessa gioca poi anche una partita in seconda divisione con l'Oxford Utd (precisamente si tratta della sconfitta per 1-0 sul campo dell'Huddersfield Town del 4 marzo 1997), la quale si rivela peraltro essere a posteriori anche la sua unica in carriera nei campionati della Football League: dal 1997 al 2005, anno del suo ritiro, gioca infatti con vari club nelle prime divisioni di Australia (67 presenze e 5 reti totali), Malesia, Singapore e Nuova Zelanda.